# Метаксургио
Метаксурги́о (греч. Μεταξουργείο) — район Афин, расположенный на северо-западе от исторического центра города. Метаксургио граничит с районами Академия Платона, Колон, Омония, Элеонас и Керамик. Район простирается на север от площади Караискакис (πλατεία Καραϊσκάκη) до улицы Святого Константина (Οδός Αγίου Κωνσταντίνου).
Своё название район получил от μεταξουργός (работник шёлкопрядильной фабрики) за шелкопрядильные фабрики, объединенные названием «Σηρική Εταιρεία της Ελλάδος Αθανάσιος Δουρούτης & Σία», которые работали на территории Метаксургио в XIX веке.
Метаксургио был одним из бедных, не слишком привлекательных районов города, однако в конце XX века снискал себе репутацию одного из культурных центров столицы Греции благодаря открытию нескольких художественных галерей, театров, современных фешенебельных отелей, ресторанов и так далее. Кроме того, власти муниципалитета развернули программу реконструкции площадей Метаксургио.
Район обслуживает станция Афинского метрополитена «Метаксургио».